# Mihael Bulovec
Mihael Bulovec, slovenski rimokatoliški duhovnik, * 28. september 1862, Trst, Avstro-Ogrska, † 16. december 1915, Novo mesto.
Po posvečenju 1885 je bil kaplan v Predosljah, v Semiču, kjer je 1892 v 1. razredu ljudske šole več mesecev poučeval vse predmete, pri sv. Petru v Ljubljani, kjer je bil katehet v Lichtenturničinem zavodu in nekaj časa v več razredih državnega učiteljišča, potem nekaj nad eno leto podvodja v ljubljanskem semenišču, od začetka 1899 do 1911, ko ga je zadela možganska kap, pa spiritual in katehet pri uršulinkah v Ljubljani.
Bil je vnet in spreten katehet in v letih 1902–1911 urednik Krščanskega detoljuba. F. Lampe, kateremu je pomagal urejati Dom in svet, mu je poveril vodstvo pesnikov začetnikov. Tudi sam je zložil več priložnostnih pesmi.